# Núcleo oculomotor
Las fibras del nervio oculomotor surgen de un núcleo en el mesencéfalo, que se encuentra en la sustancia gris del piso del acueducto cerebral y se extiende por delante del acueducto a una corta distancia en el piso del tercer ventrículo. A partir de este núcleo las fibras pasan adelante a través del tegmento, el núcleo rojo, y la parte medial de la sustancia negra, formando una serie de curvas con una convexidad lateral y emergen del surco oculomotor en la cara medial del pedúnculo cerebral.
El núcleo del nervio oculomotor no consiste en una columna continua de las células, pero se divide en una serie de pequeños núcleos, que se organizan en dos grupos, anterior y posterior. Los del grupo posterior son seis en total, cinco de los cuales son simétricos a ambos lados de la línea media, mientras que el sexto es colocado en posición central y es común a los nervios de ambos lados. El grupo anterior se compone de dos núcleos, uno antero-medial y uno antero-lateral.
El núcleo del nervio oculomotor, considerado desde un punto de vista fisiológico, se puede subdividir en varios grupos pequeños de células y cada grupo controla un músculo oculomotor en particular:
- Núcleo central caudal (Elevador del párpado)
- Núcleo dorsal (recto inferior)
- Núcleo intermedio (oblicuo inferior)
- Núcleo ventral (recto interno)
- Núcleo interno (recto superior)

Un núcleo cercano, el núcleo de Edinger-Westphal, es responsable de las funciones autónomas parasimpáticas del nervio oculomotor, incluida la constricción de la pupila y la acomodación del cristalino.